# 이시대
이시대는 대한민국의 가수다. 2020년 싱글 [우산]으로 데뷔했다. 이전 활동명은 'Zindo'였다.

## 방송
- 락쿵 (2022) - Top47

## 음반
- 우산 (2020)
- Always (2021)
- JOKER (2021)
- All My Friends (2021)
- POP GIRL (2023)
- BLOOM (2023)

## 기타
- 에이상 <CIGARETTES> (2023) - 피처링/작사/작곡